# Tiencsin Pinhaj nemzetközi repülőtér
A Tiencsin Binhai nemzetközi repülőtér (IATA: TSN, ICAO: ZBTJ) nemzetközi repülőtér Kínában, Tiencsin közelében. Éves utasforgalma 5 841 680 fő (2022).

## Futópályák
A repülőtér futópályái:
- 16R/34L

## Forgalom
Az utasforgalom az elmúlt években az alábbi módon változott:
| Utasok száma | 884 448 | 1 092 121 | 2 193 914 | 3 860 752 | 7 277 106 | 8 139 988 | 14 314 322 | 21 005 001 | 13 285 478 | 5 841 680 |
|              | 2000    | 2002      | 2005      | 2007      | 2010      | 2012      | 2015       | 2017       | 2020       | 2022      |

## Légitársaságok és úticélok
2023-ban a Tiencsin Binhai nemzetközi repülőtérről az alábbi járatok indulnak:

### Személy
| Légitársaság              | Célállomások |
| ------------------------- | --- |
| Air China                 | Changchun, Changsha, Chengdu–Shuangliu, Chengdu–Tianfu, Chongqing, Dalian, Daqing, Fuzhou, Guangzhou, Guilin, Guiyang, Haikou, Hangzhou, Harbin, Hohhot, Hong Kong, Kunming, Lanzhou, Nanning, Ordos, Seoul–Incheon, Shanghai–Hongqiao, Shanghai–Pudong, Shenzhen, Taiyuan, Tokió–Narita, Tonghua, Ürümqi, Wenzhou, Wuhan, Xiamen, Xi'an, Xining, Yinchuan, Zhuhai, Zunyi–Maotai |
| Air Macau                 | Macau |
| Air Serbia                | Belgrád |
| Asiana Airlines           | Seoul–Incheon |
| Beijing Capital Airlines  | Lijiang, Sanya |
| Chengdu Airlines          | Chengdu–Shuangliu, Hailar |
| China Eastern Airlines    | Kunming, Lanzhou, Shanghai–Hongqiao, Shanghai–Pudong, Wuhan, Xi'an, Xishuangbanna |
| China Express Airlines    | Baicheng, Baotou, Changsha, Changzhi, Chaoyang, Chengdu–Tianfu, Chongqing, Dalian, Guiyang, Haikou, Jining, Jixi, Lüliang, Mandalay, Mudanjiang, Qingyang, Qiqihar, Quzhou, Shuozhou, Tianshui, Wuhu, Xi'an, Xinzhou, Yan'an, Yinchuan, Zhalantun, Zhangjiakou, Zhanjiang, Zhuhai, Zunyi–Xinzhou |
| China Southern Airlines   | Changchun, Dalian, Guangzhou, Guiyang, Jieyang, Sanya, Ürümqi, Wuhan, Yiwu |
| China United Airlines     | Foshan, Huai'an, Shanghai–Hongqiao, Shanghai–Pudong |
| Colorful Guizhou Airlines | Guiyang, Wanzhou, Yibin |
| Donghai Airlines          | Nantong, Shenzhen |
| EVA Air                   | Taipei–Taoyuan |
| Fuzhou Airlines           | Fuzhou, Harbin, Linyi, Rizhao, Xi'an, Yichang, Zhoushan |
| GX Airlines               | Nanning, Shangrao, Yichang |
| Hainan Airlines           | Ankang, Changsha, Dalian, Guangzhou, Haikou, Harbin, Nanning, Shenzhen, Yan'an |
| Japan Airlines            | Nagoja–Centrair |
| Jiangxi Air               | Nanchang |
| Joy Air                   | Guiyang, Yulin (Shaanxi) |
| Juneyao Air               | Changbaishan, Shanghai–Pudong |
| Korean Air                | Seoul–Incheon |
| Kunming Airlines          | Dazhou, Kunming |
| Loong Air                 | Dalian, Wenzhou |
| Lucky Air                 | Lanzhou, Mianyang |
| Okay Airways              | Anqing, Baise, Bangkok–Don Mueang, Changsha, Chengdu–Shuangliu, Chizhou, Guangzhou, Guilin, Haikou, Hangzhou, Harbin, Hefei, Kunming, Nanning, Sanya, Shenzhen, Shiyan, Wuhan, Xi'an, Xinzhou, Yan'an, Yancheng, Yangzhou, Zhanjiang |
| Qingdao Airlines          | Changchun, Kunming, Xishuangbanna |
| Ruili Airlines            | Baotou, Enshi, Kunming, Lianyungang, Lijiang, Xishuangbanna |
| Scoot                     | Singapore |
| Shandong Airlines         | Changchun, Harbin, Hohhot, Xiamen, Zhuhai |
| Shanghai Airlines         | Shanghai–Hongqiao, Shanghai–Pudong |
| Shenzhen Airlines         | Nanchang, Nantong, Quanzhou, Shenzhen, Wenzhou |
| Sichuan Airlines          | Beihai, Changchun, Chengdu–Shuangliu, Chengdu–Tianfu, Chongqing, Haikou, Harbin, Huai'an, Kunming, Lanzhou, Nanchang, Nanning, Ningbo, Phuket, Yichun (Jiangxi), Zhuhai |
| Spring Airlines           | Jeju, Lanzhou, Nanchang, Ningbo, Sanya |
| Spring Airlines Japan     | Tokió–Narita |
| Thai Lion Air             | Bangkok–Don Mueang |
| Tianjin Airlines          | Changchun, Changsha, Chengdu–Shuangliu, Chifeng, Chongqing, Dalian, Erenhot, Fuyang, Guangzhou, Guiyang, Haikou, Hailar, Hangzhou, Harbin, Hohhot, Hong Kong, Huizhou, Jeju, Jingdezhen, Kunming, Lanzhou, Lianyungang, Liupanshui, London–Heathrow, Nagoja–Centrair, Ningbo, Oszaka–Kanszai, Qingyang, Sanya, Sapporo–Chitose, Seoul–Incheon, Shanghai–Hongqiao, Shanghai–Pudong, Shenzhen, Shiyan, Sydney, Tokió–Haneda, Tongliao, Ürümqi, Wenzhou, Wuhai, Wuhan, Xiamen, Xi'an, Xilinhot, Xishuangbanna, Yancheng, Yantai, Zhengzhou |

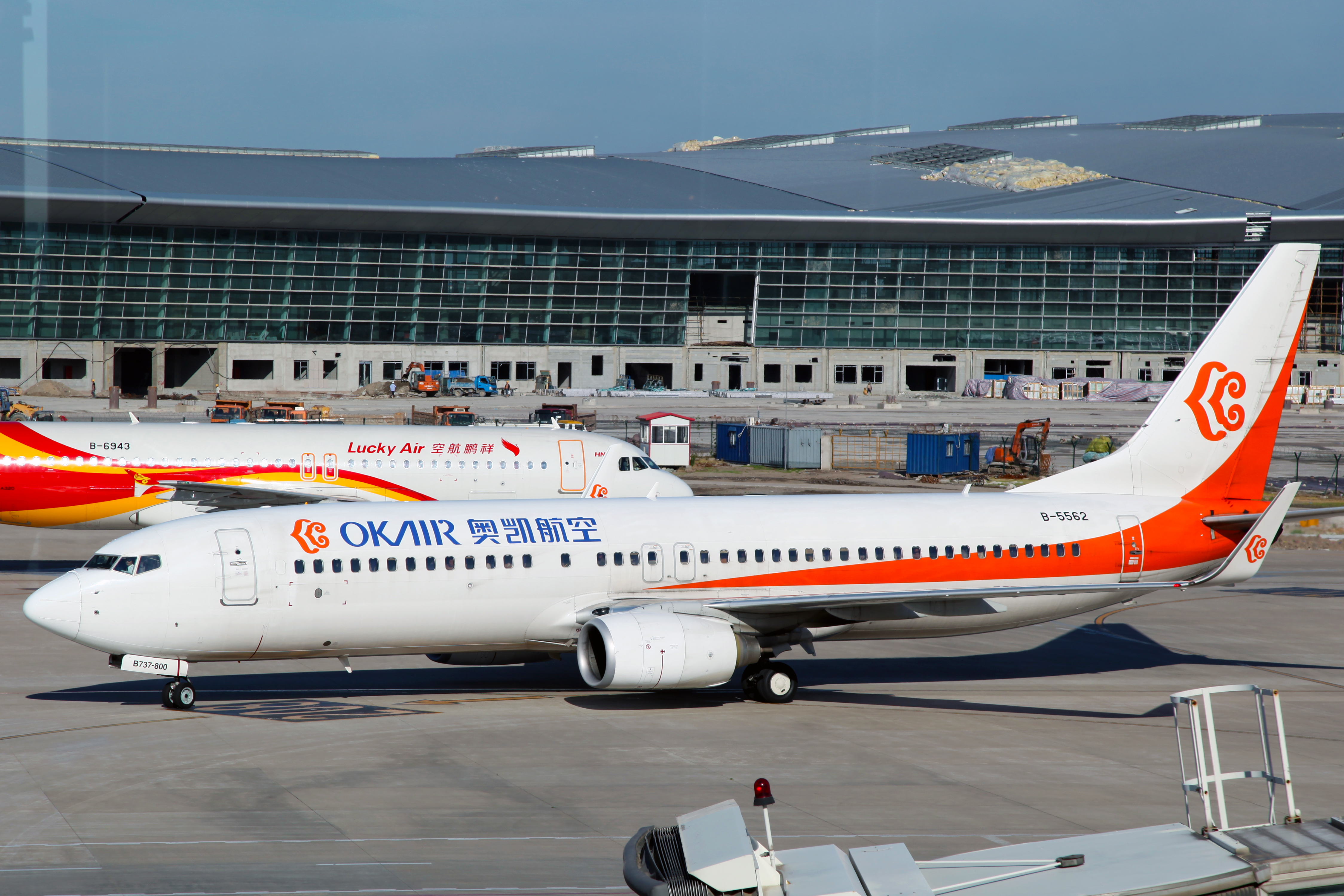
An Okay Airways Boeing 737-800 at Binhai

| Tibet Airlines            | Chongqing, Lhasa, Nanchong, Xining (kezdődik 2024. május 1.) |
| Urumqi Air                | Ganzhou, Zhanjiang |
| VietJet Air               | Nha Trang |
| Vietnam Airlines          | Nha Trang |
| West Air                  | Chongqing |
| XiamenAir                 | Changchun, Changsha, Chongqing, Dalian, Fuzhou, Guangzhou, Guilin, Haikou, Hangzhou, Harbin, Luzhou, Nanning, Quanzhou, Shanghai–Hongqiao, Shenzhen, Ürümqi, Wuhan, Xiamen, Xi'an, Yinchuan, Yuncheng, Zhuhai |

### Cargo
| Légitársaság             | Célállomások                                     |
| ------------------------ | ------------------------------------------------ |
| Air China Cargo          | Shanghai–Pudong                                  |
| ANA Cargo                | Dalian, Oszaka–Kanszai, Tokió–Narita             |
| Grizodubova Air Company  | Abakan                                           |
| Central Airlines         | Párizs-Charles de Gaulle repülőtér, Tokió–Narita |
| China Cargo Airlines     | Shanghai–Pudong                                  |
| Hong Kong Air Cargo      | Hong Kong                                        |
| Lufthansa Cargo          | Frankfurt, Krasnoyarsk                           |
| Korean Air Cargo         | Seoul–Incheon                                    |
| Okay Airways Cargo       | Seoul–Incheon                                    |
| TransAVIAexport Airlines | Novosibirsk                                      |
| Tianjin Air Cargo        | Oszaka–Kanszai, Tokió–Narita, Wuxi               |
| Volga-Dnepr              | Abakan                                           |
| Uzbekistan Airways       | Navoiy                                           |